# Ozzy & Drix
Ozzy & Drix é uma série de desenho animado estadunidense que foi criada por Marc Hyman. A série foi baseada no filme da Warner Bros. Osmosis Jones de 2001.

## Sinopse
A série conta a história sobre o que acontece dentro do corpo de um adolescente chamado Hector Cruz, onde um glóbulo branco chamado Ozzy Jones e um remédio, Drix, vivem combatendo diversos casos de vírus e bactérias que acabam infectando o corpo de Hector.

## Personagens

### Hector Cruz
Hector é um adolescente que tem Ozzy Jones e Drix no organismo. Ele gosta de Christine, uma menina que estuda em sua escola. Todas as confusões que ele faz alteram o seu organismo, de modo que a dupla Ozzy e Drix tem que trabalhar para que o menino continue vivendo em paz.

### Osmose "Ozzy" Jones
Ozzy é um glóbulo branco que, acidentalmente, foi parar no corpo de Hector junto com Drix e juntos ajudam a salvar a saúde do adolescente. No desenho ele é retratado como um policial da "cidade" Hector, que seria o corpo do garoto.

### Drixenol "Drix"
Drix é um remédio que Frank tinha tomado, e por causa disso acabou conhecendo Ozzy e ajudando-o a combater as infecções que acontecem no corpo. É retratado como um robô.